# محمدرضا مویینی
محمدرضا مویینی (زاده ۱۳۳۶ - همدان) تدوین‌گر فیلم‌های سینمایی اهل ایران است.
وی عضو هیئت مدیره کانون تدوین‌کنندگان سینمای ایران در شش دوره و عضو هیئت‌مدیره خانه سینما در دوره پنجم و ششم بوده است.

## تدوین
- شیطان وجود ندارد (۱۳۹۸)
- سمفونی نهم (۱۳۹۷)
- درخونگاه (۱۳۹۶)
- بیست و یک روز بعد (۱۳۹۵)
- لرد (۱۳۹۶)
- حوض نقاشی (۱۳۹۱)
- عقاب صحرا (۱۳۹۱)
- مهمان داریم (۱۳۹۱)
- هیچ‌کجا هیچ‌کس (۱۳۹۱)
- جیب بر خیابان جنوبی (۱۳۹۰)
- یک عاشقانه ساده (۱۳۹۰)
- سعادت آباد (۱۳۸۹)
- حوالی اتوبان (۱۳۸۸)
- کتاب قانون (۱۳۸۷)
- ملک سلیمان (۱۳۸۷)
- صد سال به این سالها (۱۳۸۶)
- آفتاب بر همه یکسان می‌تابد (۱۳۸۵)
- ژانی گه‌ل (۱۳۸۵)
- کافه ستاره (۱۳۸۳)
- مکس (۱۳۸۳)
- بوتیک (۱۳۸۲)
- شمعی در باد (۱۳۸۲)
- رز زرد (۱۳۸۱)
- عزیزم من کوک نیستم (۱۳۸۰)
- من ترانه پانزده سال دارم (۱۳۸۰)
- آبی (۱۳۷۹)
- آواز قو (۱۳۷۹)
- پارتی (۱۳۷۹)
- رقص با رؤیا (۱۳۷۹)
- هزاران زن مثل من (۱۳۷۹)
- اعتراض (۱۳۷۸)
- فریاد (۱۳۷۷)
- ساحره (۱۳۷۶)
- شاهرگ (۱۳۷۶)
- مرد عوضی (۱۳۷۶)
- مرسدس (۱۳۷۶)
- مهر مادری (۱۳۷۶)
- سایه به سایه (۱۳۷۴)
- عاشقانه (۱۳۷۴)
- آدم‌برفی (۱۳۷۳)
- دیدار (۱۳۷۳)
- زمین آسمانی (۱۳۷۳)
- ترانزیت (۱۳۷۲)
- روز فرشته (۱۳۷۲)
- شعله‌های خشم (۱۳۷۱)
- بدوک (۱۳۷۰)
- دیدار در استانبول (۱۳۷۰)
- راز چشمه سرخ (۱۳۷۰)
- عشق من شهر من (۱۳۷۰)
- نیاز (۱۳۷۰)
- تویی که نمی شناختمت (۱۳۶۹)
- عروس (۱۳۶۹)
- دخترک کنار مرداب (۱۳۶۸)
- دزدعروسک‌ها (۱۳۶۸)
- تفنگ‌های سحرگاه (۱۳۶۷)

## جشنواره‌ها
- برنده سیمرغ بلورین بهترین تدوین (عروس) از نهمین دوره جشنواره فیلم فجر - ۱۳۶۹
- برنده تندیس زرین بهترین تدوین (سایه به سایه) از اولین دوره جشن خانه سینما - ۱۳۷۶
- برنده تندیس زرین بهترین آنونس (آدم‌برفی) از دومین دوره جشن خانه سینما - ۱۳۷۷
- برنده سیمرغ بلورین بهترین تدوین (پارتی) از نوزدهمین دوره جشنواره فیلم فجر - ۱۳۷۹
- برنده تندیس زرین بهترین آنونس (فریاد) از چهارمین دوره جشن خانه سینما - ۱۳۷۹
- برنده تندیس زرین بهترین تدوین (کافه ستاره) از دهمین دوره جشن خانه سینما - ۱۳۸۵
- برنده تندیس زرین بهترین تدوین (سعادت‌آباد) از پانزدهمین دوره جشن خانه سینما - ۱۳۹۰
- کاندید سیمرغ بهترین تدوین (سمفهونی نهم) از سی و هفتمین جشنواره فیلم فجر - ۱۳۹۷[۲]